# William Dodsworth
William Dodsworth (1798-1861) est un ecclésiastique anglais de l'Église d'Angleterre, un tractarien devenu écrivain laïc catholique romain.

## Biographie
Dodsworth fait ses études au Trinity College de Cambridge, où il est admis en octobre 1815 . Il obtient son BA en 1820 et sa MA en 1823. Il prend des ordres dans l'Église d'Angleterre et a d'abord des vues évangéliques.
Dodsworth devient en 1829 ministre de Margaret Street Chapel, Cavendish Square, Londres, où il est un prédicateur populaire. Vers 1835, il s'identifie aux Tractariens . En 1837, il est nommé vicaire perpétuel de Christ Church, St. Pancras, Londres. Après le jugement dans l'affaire Gorham, il démissionne de son poste et rejoint l'église catholique romaine en janvier 1851 .
Étant marié, Dodsworth ne peut pas recevoir d'ordres en tant que prêtre catholique. Après sa conversion, il mène une vie tranquille en tant que laïc de cette communauté. Il meurt à York Terrace, Regent's Park, le 10 décembre 1861, laissant plusieurs enfants à sa femme Elizabeth, la plus jeune sœur de Lord Churston .

## Œuvres
Parmi les œuvres de Dodsworth figurent :
- Conférences de l'Avent, Londres 1837.
- Quelques commentaires sur la lettre du Dr Pusey à l'évêque de Londres, Londres (trois éditions), 1851.
- Autres commentaires sur l'explication renouvelée du Dr Pusey, Londres 1851.
- L'anglicanisme considéré dans ses résultats, Londres 1851.
- Delusions populaires concernant la foi et la pratique des catholiques, Londres 1857.
- Objections populaires à la foi et à la pratique catholiques considérées, Londres 1858.